# Torre Millennium
Torre Millennium es una torre de usos mixto, ubicada en San Salvador, El Salvador, que pertenece al Área Metropolitana de San Salvador. Es un proyecto del grupo salvadoreño Inversiones SIMCO .S.A de C.V. , cuenta con 30 niveles de los cuales 6 son subterráneos y 24 son sobre nivel de calle y mide 125 metros de altura, lo que lo convierte en el edificio más alto de El Salvador

## Descripción
El proyecto se construyó en una de las zonas comerciales más importantes de la Capital, la torre es parte de un proyecto de usos múltiples que se desarrollará en 2 fases sobre una superficie total de 1,97  manzanas de terreno, la construcción de una torre corporativa de 30 niveles, con un área comercial, restaurante y un observatorio a más de 110 metros de altura el complejo completo tendrá por nombre Millennium Plaza. El plan del proyecto incluye un hotel de cinco estrellas, edificios de oficinas, la mayoría de apartamentos en altura y el centro comercial existente.

### Skydeck
Probablemente será la mayor atracción turística de la torre y una de las principales de San Salvador, son dos niveles de altura, en algunos sectores del mirador será doble altura y en otros tendrá un mezzanine sobre el cual estará ubicado un restaurante y un bar.
Un sector del Skydeck estará al aire libre sin techo, en el cual habrá áreas de mesas para compartir y no tendrá techo por lo cual será una experiencia totalmente diferente.
Se contempla tener cierta área para alquiler y que se puedan montar eventos sociales o corporativos a más de 110 metros de altura.
El Skydeck se ha pensado para que pueda ser visitado de forma separada sin tener que consumir en el restaurante o en el bar, simplemente pagando una entrada (tendrá su propio elevador). Además se espera poder llevar a niños de escuelas públicas para que disfruten de una experiencia completamente nueva, tendrá dos cápsulas de cristal que sobresaldrán de la fachada por lo cual será posible pararse en ellas sobre el vació a una altura considerable, algo similar al observador de la Torre Willis en Chicago.

### Helipuerto
La azotea de Torre Millennium, contara con un Helipuerto el cual se ha considerado para emergencias poder evacuar personas, además de transportar a las personas que lo requieran de forma cotidiana.

## Complejo Millennium Plaza
Millennium Plaza Complejo de Usos Mixto cuenta con:
- 1- Torre Millennium
- 2- Skydeck
- 3- Helipuerto
- 4- Plaza Millennium
- 5- Atrium Galerías
- 6- Residencias Millennium
- 7- Pasarela Millennium
- 8- Restaurantes y Entretenimiento
- 9 y 10- Hotel y Penthouse
- 11- Auditorium
- 12- Centro de Convenciones
- 13- Pasarela Integración con otro Complejo
- 14- Gimnasio
- 15- Canchas Deportivas

| Predecesor: Torre El Pedregal | Edificio más alto de El Salvador 2020 - actualidad | Sucesor: - |

## Anexos
- Anexo:Edificios más altos de Centroamérica
- Anexo:Edificios de El Salvador
- Anexo:Países por altura máxima de rascacielos

- Datos: Q96018810